# Renia Spiegel
Renia Spiegel (* 18. Juni 1924 in Uhryńkowce, Woiwodschaft Tarnopol, Polen (heute Uhrynkiwzi, Oblast Ternopil, Ukraine); † 30. Juli 1942 in Przemyśl, Generalgouvernement) war ein polnisch-jüdisches Mädchen. In ihrem Tagebuch, das sie zwischen 1939 und 1942 führte, beschrieb sie ihre Erfahrungen während der sowjetischen und später der deutschen Besetzung Polens. Im Sommer 1942 wurde sie ermordet.

## Leben
Renia Spiegel wurde als Tochter von Róża († 1969) und Bernard Spiegel in Uhryńkowce im Powiat Zaleszczyki im damals äußersten Süden Polens geboren. Ihr Vater besaß dort Land. Renias Mutter und ihre sechs Jahre jüngere Schwester Ariana lebten getrennt von der Familie in Warschau, wo Ariana als Kinderstar bei mehreren Filmen mitwirkte. Anfang 1939 verließ auch Renia ihren Heimatort, ein Dorf mit knapp 700 Einwohnern, und zog zu ihren Großeltern nach Przemyśl. Dort besuchte sie das Maria-Konopnicka-Mädchengymnasium.
Im Sommer 1939 brachte Róża Spiegel auch Ariana zu den Großeltern. Sie selbst sprach gut deutsch; sie verschaffte sich gefälschte Papiere und konnte deshalb unbehelligt als Katholikin Maria Leszczyńska in Warschau leben. Sie arbeitete dort im Hotel Europejski, das die deutsche Besatzung zu ihrem Hauptquartier gemacht hatte. Sie besuchte ihre Töchter mehrmals.
Beim Ausbruch des Zweiten Weltkrieges wurde Przemyśl bombardiert. Renia und Ariana flohen mit ihrem Großvater, konnten aber bald zurückkehren. Durch den Hitler-Stalin-Pakt wurde Przemyśl geteilt. Renias Familie lebte im sowjetischen Stadtteil und war damit zunächst sicher vor der Judenverfolgung der Nazis. Renia besuchte nun eine koedukative Schule, verliebte sich in Zygmunt Schwarzer (1922–1992) und schrieb Gedichte, die auch in der Schulzeitung veröffentlicht wurden.
Nach dem Überfall der deutschen Wehrmacht auf die Sowjetunion im Juni 1941 wurde Renia Spiegel Zeitzeugin der schrittweisen Entrechtung, Verfolgung und Vernichtung der jüdischen Bevölkerung. Ein Jahr später, im Juni 1942, wurde die Familie im Ghetto von Przemyśl interniert. Renias Freund Zygmunt Schwarzer beteiligte sich aktiv am Widerstand. Als Einsatzgruppen der Sicherheitspolizei und des SD in Kooperation mit ukrainischen Milizen Pogrome verübten und es immer häufiger zu willkürlichen Erschießungen kam, gelang es Renias Freund, die Schwestern aus dem Ghetto hinauszuschmuggeln. Ariana wurde von dem Vater einer polnischen Freundin aufgenommen, der sie als seine Tochter ausgab und zu ihrer Mutter brachte, die schon seit 1939 unter einer falschen Identität in Warschau lebte und auch Ariana gefälschte Papiere als Elżbieta Leszczyńska verschaffte. Renia und Zygmunts Eltern versteckten sich auf dem Dachboden des Hauses von Zygmunts Onkel Samuel Goliger, der als Mitglied des Judenrats außerhalb des Ghettos wohnen durfte. Das Versteck wurde jedoch schon wenige Tage später verraten und Renia Spiegel am 30. Juli 1942, kurz nach ihrem 18. Geburtstag, von deutschen Soldaten auf der Straße erschossen.
Zygmunt Schwarzer überlebte als Einziger seiner Familie den Holocaust in den Konzentrationslagern Auschwitz und Bergen-Belsen. Nach seiner Befreiung studierte er in Heidelberg Medizin und zog in den 1950er Jahren nach New York, wo er eine Familie gründete und als Kinderarzt tätig war. Renias Mutter und Schwester überlebten mit Hilfe der gefälschten Papiere und wanderten nach dem Krieg unter ihren polnischen Namen in die USA aus. Dort hielt ihre Mutter bis an ihr Lebensende an der angenommenen Identität als Katholikin fest und verriet nicht einmal ihrem zweiten Ehemann, dass sie Jüdin war. Ariana, die sich nun Elizabeth nannte, heiratete zwar einen dem Holocaust entkommenen Juden, verheimlichte aber auch vor ihm und ihren Kindern bis zum Tod der Mutter 1969 ihre jüdische Identität.

## Tagebuch
Renia Spiegels Tagebuch besteht aus sieben zusammengenähten Schulheften. Sie begann es am 31. Januar 1939 kurz nach dem Umzug nach Przemyśl zu führen. Die Aufzeichnungen des zu einer jungen Erwachsenen heranreifenden Mädchens wurden mit dem Tagebuch der etwas jüngeren Anne Frank verglichen, das ungefähr zur selben Zeit entstanden ist. Renia Spiegel berichtet darin von der Sehnsucht nach ihrer Mutter, die in Warschau geblieben war, vom Alltag in Polen, dem Leben unter den Sowjets und im Ghetto und von ihrer ersten Liebesbeziehung. Vom ersten Eintrag an adressierte sie das Tagebuch an eine Freundin. Mit dem Überfall der Deutschen 1941 sind die Einträge zunehmend durch Ängste und düstere Vorahnungen geprägt. Wenige Tage vor ihrer Ermordung notierte sie:

„Mein liebes Tagebuch, mein guter, liebster Freund! Wir haben gemeinsam die schrecklichsten Zeiten erlebt, und nun steht uns der schlimmste Moment bevor. Ich könnte ängstlich sein, aber der Größte, der uns bisher nicht verlassen hat, wird uns auch heute beschützen. … Gott, beschütze uns alle und Zygmunt und meine Großeltern und Ariana. Gott, ich übergebe mein Leben in Deine Hände.“

Nachdem er Renia in das Versteck gebracht hatte, nahm Zygmunt Schwarzer das rund 700 Seiten umfassende Tagebuch an sich und führte es fort. Auch der letzte Eintrag stammt von ihm:

„Drei Schüsse! Drei Leben verloren! Es geschah letzte Nacht um 10:30 Uhr. Das Schicksal hat beschlossen, meine Liebsten von mir zu nehmen. Mein Leben ist vorbei. Alles, was ich höre, sind Schüsse, Schüsse, Schüsse … Meine liebste Renusia, das letzte Kapitel Deines Tagebuchs ist nun abgeschlossen.“

Als Schwarzer selbst ins Konzentrationslager verschleppt wurde, verwahrte ein Freund das Buch für ihn. Dieser übergab Schwarzer das Buch bei einem Besuch in den USA in den 1950er Jahren. Schwarzer machte die Überlebenden aus Spiegels Familie in den USA ausfindig und übergab das Tagebuch Renias Mutter. Für sich selbst hatte er eine Kopie angefertigt, in der er regelmäßig las. Renias Mutter und Schwester ließen die Aufzeichnungen jedoch jahrzehntelang ungeöffnet liegen.
Arianas Tochter Alexandra Bellak fand das Buch und ließ Teile davon aus dem Polnischen ins Englische übersetzen. 2014 legte die Familie das Tagebuch dem polnischen Filmemacher Tomasz Magierski vor. Dieser erkannte das zeithistorische und literarische Potential des Werks und gründete 2015 gemeinsam mit Ariana Bellak (geb. Spiegel) die Foundation Renia Spiegel. Die Stiftung veröffentlichte Renia Spiegels Tagebuch 2016 auf Polnisch. Im September 2019 erschien es auf Englisch. Die deutsche Ausgabe erschien mit Unterstützung der Christian C.D. Ludwig-Foundation im Jahre 2021 beim Schöffling Verlag. Weitere Ausgaben sind in französischer und italienischer Sprache in Vorbereitung.